# Castellammare di Stabia
Castellammare di Stabia är en stad och comune vid Neapelbukten i storstadsregionen Neapel, innan 2015 provinsen Neapel, i Kampanien i Italien. Kommunen hade 25 922 invånare (2017).

## Historia
Castellammare di Stabia ligger intill den romerska staden Stabiae, som förstördes vid Vesuvius utbrott år 79.
Slottet som staden fått sitt namn från byggdes på 800-talet på en kulle söder om Neapelbukten. Det restaurerades under Fredrik II:s regeringstid och byggdes ut av Karl I av Anjou.
Comunen kallades tidigare Castellamare, bytte namn till Castellammare den 22 januari 1863 och till sitt nuvarande namn den 31 maj 1912.
Det lokala fotbollslaget, SS Juve Stabia, spelar för närvarande i Serie C. Det grundades 1907 och är en av de äldsta i Italien. Hemmaarenan är uppkallad efter Romeo Menti, som spelade för laget 1945 och omkom vid Supergaolyckan tillsammans med de flesta av Torino FC:s spelare.
Staden uppmärksammades internationellt i oktober 2010 för ett förslag från dess borgmästare att förbjuda kortkorta kjolar och liknande avslöjande klädesplagg, liksom solbadande, fotbollsspelande på allmänna platser och hädelser. Förslaget skulle upp till omröstning måndagen den 25 oktober 2010. Det är möjligt för italienska städer att införa lokala förbud av detta slag för att möta kriminalitet och antisocialt beteende.

## Personer från Castellammare di Stabia
- Gabriele Capone, far till Al Capone
- Mario Merola, sångare
- Luigi Denza, kompositör till bland annat Funiculi, Funicula
- Gennaro Iezzo, fotbollsmålvakt
- Fabio Quagliarella, fotbollsspelare
- Gianluigi Donnarumma, fotbollsmålvakt